# Хлопководство в Узбекистане
Производство хлопка в Узбекистане — отрасль сельского хозяйства Узбекистана, занимает значимую часть в экономике страны. 
В 2006 году на хлопок составлял 17% от всего экспорта Узбекистана. И при ежегодном производстве хлопка около 1 млн тонн волокна (4—5 % мирового производства) и экспорте 700 000—800 000 тонн (10 % мирового экспорта) Узбекистан занимал 8-е место в мире по производству и 11-е место в мире по экспорту хлопка. Хлопок в Узбекистане называют «белым золотом» (oq oltin).
Ежегодно в сборе хлопка задействовано большое количество людей. Многих из них ранее заставляли работать на хлопковых полях, за небольшую плату или вовсе без оплаты труда. Пик производства хлопка пришёлся на 1988 год и составил 8000 тюков, а по состоянию на 2012 год — около 4500 тюков (1 миллион тонн). Некоторое снижение связано с переориентацией земельных участков на более прибыльные продовольственные культуры. Тем не менее в экономике Узбекистана роль хлопка всё еще имеет большое значение. 
До 2017 года хлопок из Узбекистана был бойкотирован многими мировыми компаниями после того, как в докладах о правах человека были раскрыты условия труда в стране, детский и принудительный труд. После смены президента в 2017 году и либерализации хлопковой отрасли страны были сняты ограничения на узбекский хлопок. 
Хлопок экспортируется в основном в Китай, Бангладеш, Турцию, Россию и Корею. В то же время в Узбекистане, за счёт расширения цепочек и фабрик по переработке хлопка, происходит развитие собственного производства хлопчатобумажных тканей. После либерализации экономики (с 2017 года) и снятия бойкота курс на глубокую переработку хлопка в конечный продукт усилился, а также наметилась переориентация экспорта на более прибыльные рынки.

## История
Выращивание хлопка на узбекской земле было зафиксировано почти 2000 лет назад китайцами. Производство хлопка резко увеличилось в Советской России и Узбекской ССР, при этом на Узбекскую ССР приходилось 70% советского производства. Правительство строго контролировало отрасль и вводило квоты для обеспечения эффективного производства в колхозах. В период с 1976 по 1983 год руководство республики обмануло советский центральный банк, ложно завысив урожайность узбекского хлопка, «хлопковый скандал» характеризуется как самый громкий скандал во время правления Шарафа Рашидова; это привело к дискредитации политической элиты Узбекистана. После обретения независимости квоты советского образца остались нетронутыми, и узбекское правительство по-прежнему доминирует в национальной промышленности.
Из-за рисков, связанных с экономикой одного урожая, а также из соображений продовольственной безопасности населения, Узбекистан переходит к диверсификации своего производства в сторону зерновых, при этом сокращая производство хлопка. Так, посевные площади под хлопчатник сократились с 1,8 млн га в 1990 году до 1,4 млн га в 2006 году, а площади под зерновыми увеличились с 1,0 млн до 1,6 млн га (частично за счёт площадей, отведённых под кормовые культуры). Другой причиной шагов по диверсификации может быть экология, поскольку большое количество орошения и удобрений, необходимых для производства хлопка, способствовало высыханию Аральского моря и серьёзному загрязнению почвы в прилегающих районах.

## Выращивание
Хлопок сажают в апреле-начале мая и собирают в сентябре. Плантации сосредоточены на периферии озера Айдаркуль (около Бухары), а также в некоторой степени в Ташкенте по Сырдарье и Амударье в приграничной зоне с Туркменистаном. В 2010–2011 годах площадь хлопковых плантаций составляла около 1,3 млн га, а заявленный урожай волокна составил 752 кг/га. Окдаре 6, Наманган 77 и Ташкент 6 — распространённые сорта хлопчатника, выращиваемые в стране. Однако, признавая необходимость внедрения более высокоурожайного и скороспелого хлопка, с 2009 года были приняты новые сорта; это разновидности: Бухарская 102, Бухарская 8, Андижанская 35 и Хорезмская 150. Большинство хлопкосеющих хозяйств орошаются, но необходимо реабилитировать систему водоснабжения, чтобы уменьшить потери воды. С вредителями успешно борются биологическими методами.

## Принудительный труд
Принудительный детский труд в производстве хлопка является практикой в Узбекистане, и узбекское правительство уже давно нанимает детей в возрасте 9 лет в этой отрасли. С самого раннего возраста детей воспитывают так, чтобы они с нетерпением ждали времени сбора урожая, известного как «пахта», и получали удовольствие от сбора хлопка как «возможности для них внести свой вклад в процветание своей нации». Многие фермеры вынуждены производить хлопок, но прибыль от его экспорта получает государство. Если государственные служащие и специалисты отказываются работать, они могут быть оштрафованы с более низким доходом, а работающие дети могут быть избиты.
Anti-Slavery International описывает условия хлопковой промышленности в стране как «ужасающие». Кампания «Хлопок» была создана для улучшения ситуации в области прав человека в Узбекистане. Они утверждали, что администрация Каримова «задерживает, пытает и высылает граждан Узбекистана, которые призывают к признанию прав человека, нарушая их права человека и отрицая свободу слова и печати», и что система принудительного труда в стране «нарушает права человека» граждан Узбекистана и обрекает будущие поколения на круговорот нищеты» и «грубо нарушает международную конвенцию о борьбе с торговлей людьми и Всеобщую декларацию прав человека». Хлопковая кампания активно добивается перемены правительства в отношении соблюдения прав человека и разрешения Международной организации труда контролировать производство в стране.
В результате сообщений о нарушениях прав человека в Узбекистане несколько компаний, таких как H&M, Tesco, IKEA, Adidas и Marks & Spencer, заявили, что делают всё возможное, чтобы избежать и бойкотировать использование узбекского хлопка в их продуктах. Жозефин Торелл, пресс-секретарь ИКЕА, сказала: «Мы делаем все возможное, чтобы гарантировать, что узбекский хлопок не используется в нашей продукции, но процесс отслеживания для хлопковой промышленности ненадёжен. В случае, например, с Бангладеш, где много хлопка, используемого в производстве, традиционно поступает из Узбекистана, поставщики ИКЕА обязаны покупать его в Индии». В октябре 2014 года Tesco подписала обязательство сети ответственных поставщиков не закупать хлопок в Узбекистане. Джайлз Болтон, ответственный директор по снабжению Tesco, сказал: «Tesco была одной из первых розничных сетей, запретивших использование узбекского хлопка в цепочке поставок в 2007 году, и теперь мы очень гордимся тем, что подписали Cotton Pledge. Исключение хлопка, собранного с использованием принудительного труда, является важным шагом в процессе ответственного поиска поставщиков».
В ответ на международное давление и угрозу для отрасли бойкота хлопка условия в стране постепенно улучшаются. В начале 2012 года премьер-министр Узбекистана Шавкат Мирзиёев (сменивший Каримова на посту президента Узбекистана) издал указ, запрещающий детям работать на хлопковых полях. Однако многие специалисты, включая учителей, преподавателей колледжей, врачей и медсестёр, по-прежнему вынуждены работать на полях во время сбора урожая. В настоящее время объявленный вне закона дефолиант Бутифос несёт ответственность за исключительно высокий уровень младенческой смертности и врождённых дефектов среди детей, рождённых женщинами, работающими на хлопковых полях.
В декабре 2014 года в Перечне товаров, произведённых с использованием детского или принудительного труда, опубликованном Министерством труда США, сообщалось, что в хлопковой промышленности по-прежнему работают несовершеннолетние дети и наёмные работники.
Узбекская правозащитница Елена Урлаева, арестованная и помещенная в психиатрические больницы в 2015, 2016 и 2017 годах за разглашение информации о принудительном труде в хлопковой промышленности, сыграла важную роль в кампании бойкота узбекского хлопка.

### После смены президента
После смерти Ислама Каримова, новый президент Узбекистана, Шавкат Мерзиёев начал политику либерализации экономики, в том числе в хлопковой отрасли. В 2018 году США исключили узбекский хлопок из списка товаров, производимых с использованием детского труда. А в 2022 году коалиция Cotton Campaign объявила о снятии глобального бойкота с узбекского хлопка, начавшегося более 10 лет назад. В 2023 году Шавкат Мерзиёев публично признал ошибочную политику прежнего руководства в хлопковой отрасли.